# محافظة يونشوبينغ
محافظة يونشوبينغ (بالسويدية: Jönköping County) هي محافظات السويد تقع في السويد في السويد.[بحاجة لمصدر] يقدر عدد سكانها بـ 337,013 نسمة ومساحتها 10,495.1 كم2 .

## أعلام
- كورت سفينسون